# Oxalis salteri
Oxalis salteri är en harsyreväxtart som beskrevs av I. Bolus. Oxalis salteri ingår i släktet oxalisar, och familjen harsyreväxter. Inga underarter finns listade i Catalogue of Life.